# (2006) Polonskaya
(2006) Polonskaya ist ein Asteroid des Hauptgürtels, der am 22. September 1973 vom russischen Astronomen Nikolai Stepanowitsch Tschernych am Krim-Observatorium in Nautschnyj (IAU-Code 095) entdeckt wurde.
Der Asteroid wurde nach der sowjetischen Astronomin Elena Iwanowna Kazimirtschak-Polonskaya (1902–1992) benannt, die den Einfluss großer Planeten auf die Umlaufbahnen von kurzperiodischen Kometen untersuchte.
Im November 2005 wurde an der Sternwarte Ondřejov auf Grund von Störungen der Lichtkurve die Vermutung aufgestellt, dass (2006) Polonskaya einen Mond mit einem Durchmesser von ca. 3 km besitzt. Diese Annahme konnte noch nicht bestätigt werden.